# Монтинчело (Фођа)
Монтинчело (итал. Montincello) је насеље у Италији у округу Фођа, региону Апулија.
Према процени из 2011. у насељу је живело 11 становника. Насеље се налази на надморској висини од 16 м.